# Культура Монголії

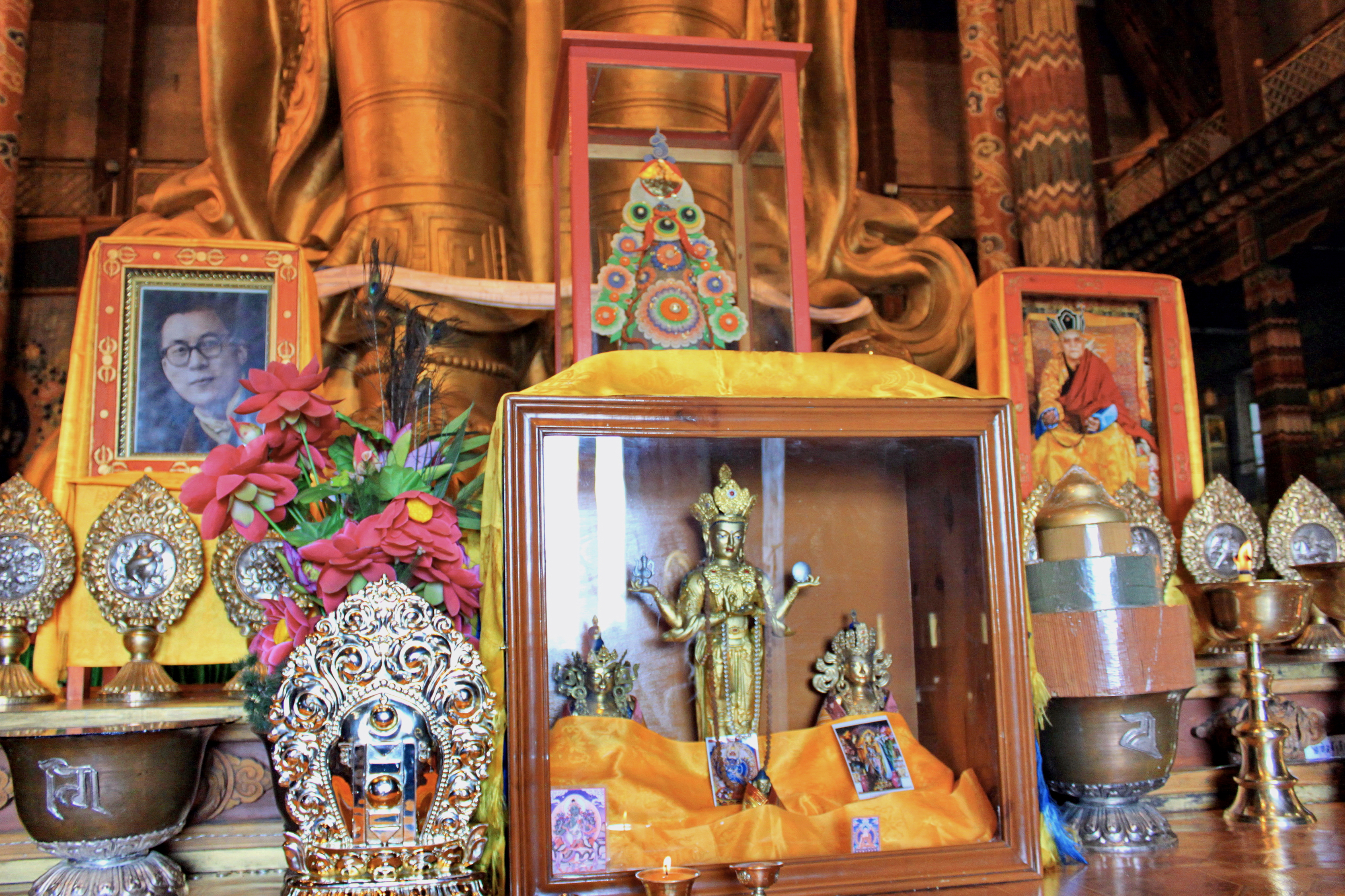
Вівтар 9-ї Jebtsundamba Khutughtu — духовного лідера роду Гелугів серед монголів Халкха. Монастир Гандантегхінлен, Улан-Батор, Монголія.

Культура Монголії зазнала сильного впливу монгольського кочового способу життя.

## Традиції

### Одяг

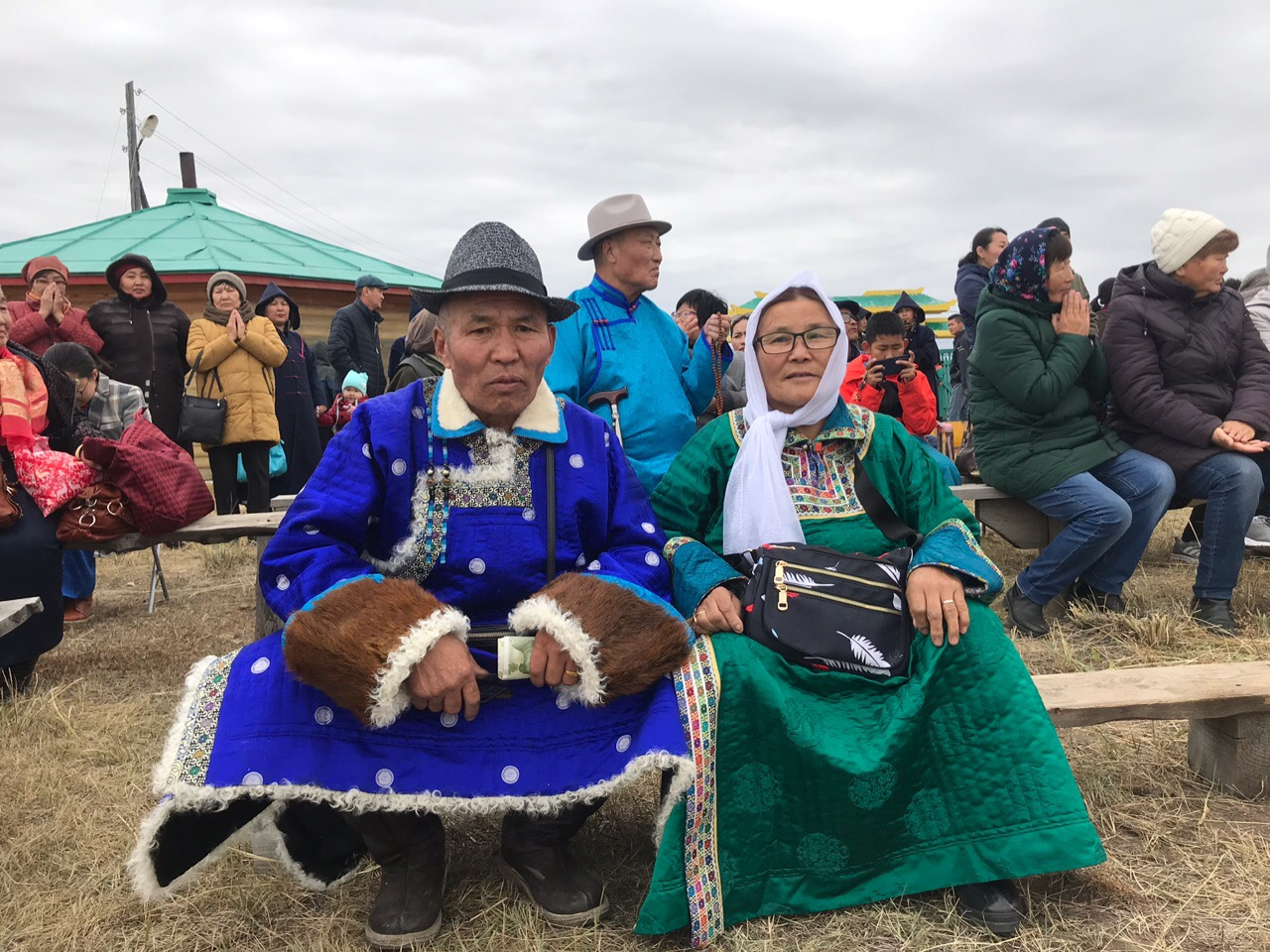
Юземчинські монголи

Монгольське вбрання мало змінилося з часів імперії, оскільки воно надзвичайно добре пристосовано до умов життя в степу та повсякденної діяльності скотарів-кочівників. Однак відбулися деякі зміни в стилях, які відрізняють сучасне монгольське плаття від історичного костюма. Делі, або кафтан, — це традиційний монгольський одяг, який носять у робочі та особливі дні. Це довга вільна сукня, розрізана цілісно з рукавами; він має високий комір і широко перекривається спереду. Колесо підперезане стулкою. Монгольські делі завжди закриваються праворуч і традиційно мають п'ять кріплень. Сучасні делі часто мають декоративно вирізані накладки, невеликі круглі вирізи, а іноді містять мандаринський комір.
Однак зображення монголів за часів імперії демонструють делі з більш відкритими вирізами, без комірів і дуже просто вирізаними накладками, подібними до дисків, які все ще носять лами в сучасній Монголії. На додаток до дела, чоловіки та жінки можуть носити вільні штани знизу, а чоловіки могли носити спідниці у пізніший буддистський період, а жінки могли носити нижню спідницю, але насправді це видно на деяких монгольських картинах, що жінки носили широкі штани, зібрані біля щиколотки, схожі на турецькі штани. Спідниці того ж фасону досі носять в частині Монголії та Китаю; вони мають однотонні передню та задню панелі з щільно складеними бічними панелями. На картинах монголів з перських та китайських джерел зображені чоловіки, а часто і жінки, носять волосся в косах. Волосся було б розділено на дві косички, кожна з яких поділена на три коси. Кінці пасом потім зав'язували петелькою і прив'язували до верху коси за вухами. Чоловіки голили верхівки та боки голови, зазвичай залишаючи лише короткий «чубок» попереду, а довге волосся позаду. Знаменитий головний убір у формі богтаг, який носили жінки, схоже, був дозволений одруженим жінкам дуже високого рангу.
Кожна етнічна група, яка проживає в Монголії, має свій власний дизайн делі, що відрізняється вирізом, кольором та обробкою. До революції всі соціальні верстви Монголії мали власну манеру одягатися. Тваринники, наприклад, носили рівнинні делі, які служили їм і влітку, і взимку. Жреці носили жовті делі з накинутою накидкою або хімдж. Світські феодали одягали розумні шапки та шовкові жилети.

### Ігри
Популярні настільні ігри — шахи та шашки. Фігури в шахах — нойон (благородний = король), берс («тигр» = королева), теме (верблюд = єпископ), морі (кінь = лицар), терег (візок = замок), кхю (хлопчик = пішак). Правила, що використовуються сьогодні, такі ж, як і в європейських шахах, хоча існують різні версії, які називаються «монгольські шахи» і «шахи Даур».
У доміно грають широко. Карткові ігри корінних жителів існували в 19 столітті, але зараз втрачені. Однією з популярних карткових ігор, в яку грають, є Муушіг.
Овечі щиколотки, або шагаї, використовуються в іграх як кістки або як жетон. Також граються в камінь-ножиці-папір та морра-подібні ігри. Традиційно популярні дерев'яні сучки та головоломки.
Відомо, що монгольські діти грали в крижану гру на замерзлих річках, схожу на керлінг.

### Кухня

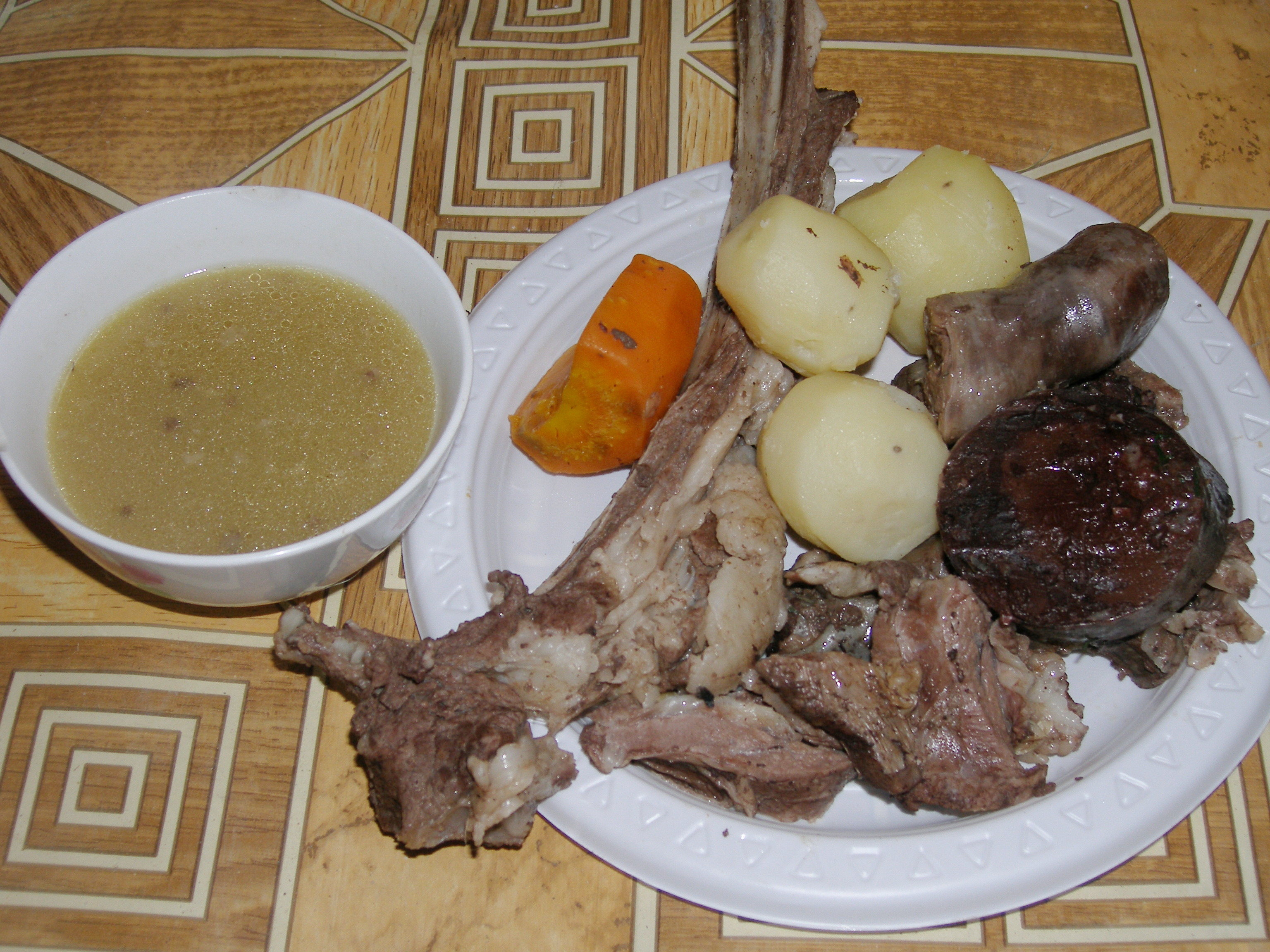
Хорхог — монгольське м'ясне рагу, що подається як особлива страва для гостей

Монгольська кухня в основному базується на м'ясі та спеціях, з деякими регіональними варіаціями. Найпоширенішим м'ясом є баранина, яку на півдні пустелі доповнюють верблюжим м'ясом, а на півночі — яловичиною (включаючи яка). Молочні продукти виготовляються з кобилячого молока (Айраг), великої рогатої худоби, яків та верблюдів (наприклад, згущених вершків). До популярних страв належать бууз (різновид м'ясних пельменів), хушур (м'ясна випічка), хорхог (м'ясне рагу, як правило, спеціальна їжа для гостей) та баурсак(солодкий бісквіт).

### Суперечка про культурні артефакти

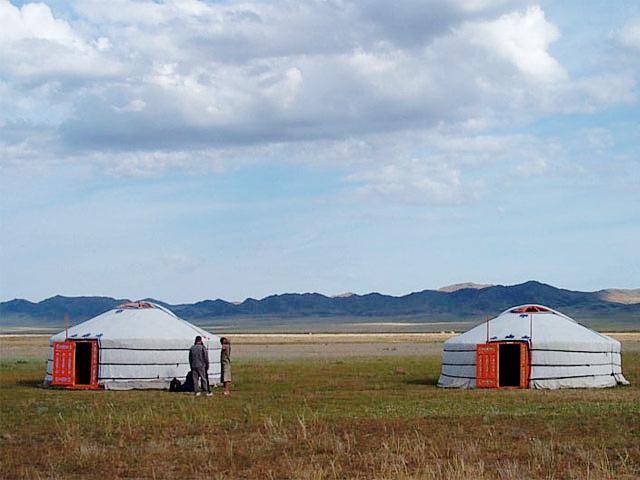
Юрта в монгольській сільській місцевості

20 травня 2012 року на аукціоні в Нью-Йорку (США), попри спроби президента Монголії Елбегдорж Цахіагійна зупинити продаж рідкісного скелету тарбозавра, був проданий невідомому покупцеві за 1 052 500 доларів. Монгольський уряд стурбований підтримкою контролю над скам'янілостями та культурними реліквіями, тоді як вчені переживають, що такі предмети зникнуть у приватних колекціях. Контрабандиста було засуджено в суді Нью-Йорка в грудні 2012 року за розкрадання скелетів тарбозаврів, що походять з Монголії, та їхнє транспортування до США для продажу.

### Юрти (гер)
Гер (юрта) є частиною монгольської національної ідентичності. У «Таємній історії монголів» згадується Чингісхан як провідник усіх людей, які живуть у повстяних наметах, яких називають ґерами, і навіть сьогодні значна частина населення Монголії живе в ґерах, навіть в Улан-Баторі. Ґер також означає будинок.

## Літературна традиція

### Традиційні цінності
Серед тем, які згадуються від найдавніших творів монгольської літератури до сучасних м'яких естрадних пісень, — любов до батьків та туга за домом, туга за місцем, де хтось виріс. Коні завжди відігравали важливу роль у повсякденному житті, а також у мистецтві. У монголів багато епічних героїв з найдавніших часів. Гостинність настільки важлива в степах, що традиційно сприймається як само собою зрозуміле. Монгольське слово для героя, baatar, часто зустрічається в особистих іменах і навіть в назві столиці Монголії, Улан-Баторі. Це слово було введено в середні віки до багатьох немонгольських мов зараз воно існує в різних формах, таких як болгарська мова, російська, польська, угорська, перська, північноіндійська та грузинська. Традиційні слова, такі як темул, означали спосіб описати творчість і пристрасть; темул вживався в кількох монгольських словах і мав значення: «кидатися стрімголов, надихатися або мати почуття творчої думки, і навіть брати фантастичний політ». Це можна розглядати з монгольської точки зору як «погляд в очі коня, який мчить туди, куди хоче, незалежно від того, чого хоче вершник».

### Релігія

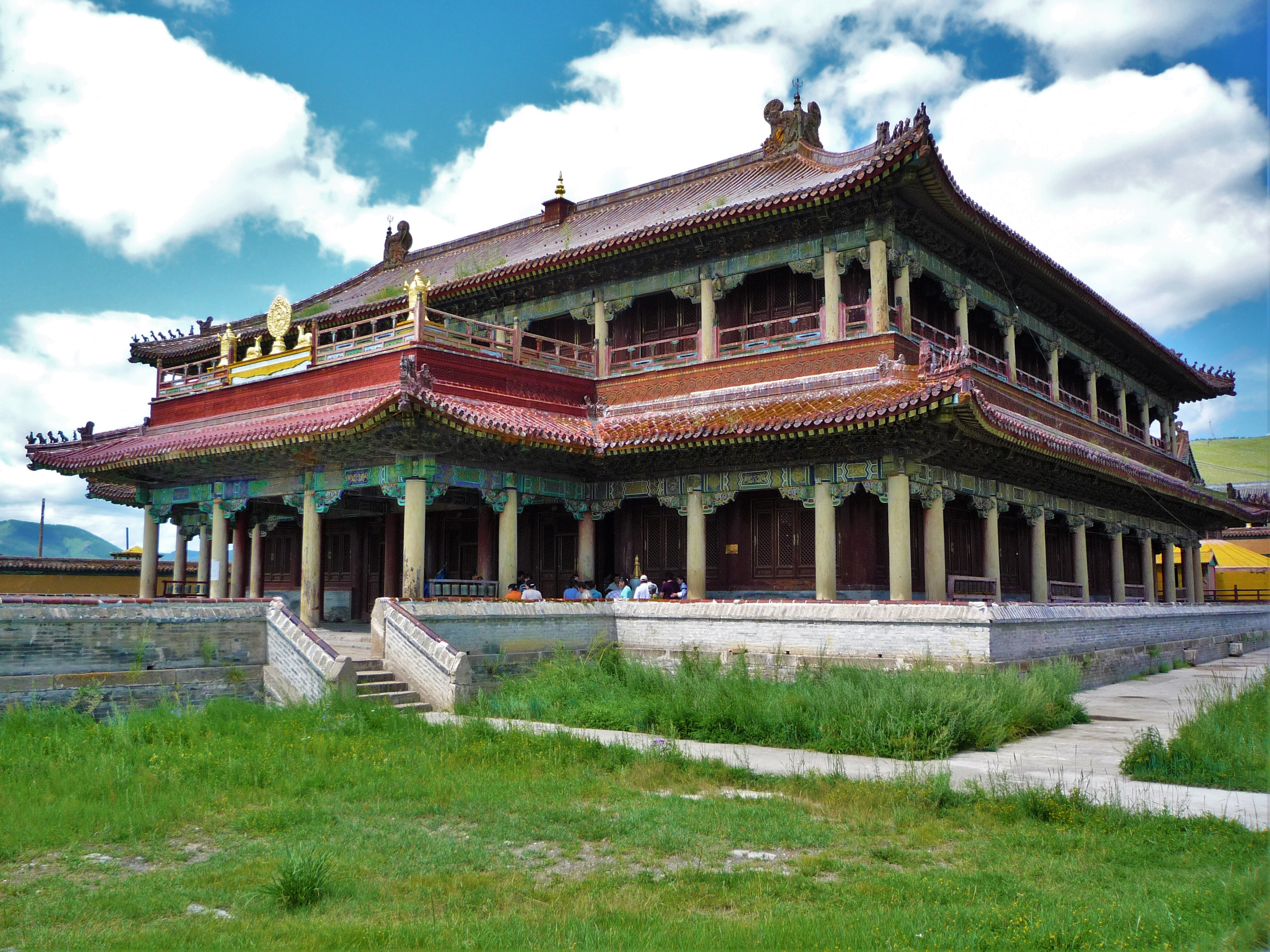
Буддійський монастир у Монголії

З давніх часів тенгріанство був домінуючою системою вірувань монголів і досі зберігає значне значення в їх міфології. В епоху Великих ханів Монголія сповідувала свободу поклоніння і досі є визначальним елементом монгольського характеру. У 17 столітті тибетський буддизм став домінуючою релігією в Монголії. Традиційний шаманізм, за винятком деяких віддалених регіонів, був придушений і маргіналізований. З іншого боку, низка шаманських практик, таких як поклоніння обо, були включені в буддистську літургію.
Тибетський буддизм — це ритуальна релігія з великою кількістю божеств. Це надихнуло на створення релігійних об'єктів, включаючи зображення в живописі та скульптурах.
Після сталінських чисток в 1930-х роках як буддизм, так і шаманізм були практично заборонені в Монгольській Народній Республіці. У Внутрішній Монголії Культурна революція сильно постраждала від традиційної релігії. З 1990-х років ряд християнських сект намагається закріпитися в Монголії. Близько 4 % монгольського населення є мусульманами.

### Звичаї та забобони
Монголи традиційно боялися нещасть і вірили в добрі і погані прикмети. Нещастя може привабити розмова про негативні речі або люди, про яких часто говорять. Їх також може надіслати якийсь злісний шаман, розлючений порушенням якогось табу, наприклад, наступити на поріг юрти, осквернити води чи гори тощо.
Найбільш зникаючими членами сім'ї були діти. Їм іноді дають неімена, як Нергі (перекладається як без імені) або Енебіш (перекладається як не цей), або хлопчики були б одягнені в дівчаток. «Оскільки люди в степу в житті отримали лише одне ім'я, його виділення мало багато символізму, часто на декількох рівнях; ім'я надавало дитині його характер, долю». іноді малюють вугіллям або сажею, щоб обдурити нечисту силу, що це не дитина, а кролик з чорним волоссям на лобі.
Проїжджаючи обо під час подорожі, їх часто обводять навколо, а солодощі приносять у жертву для безпечної поїздки. Певних яєць, особливо на високих горах, приносять у жертву, щоб отримати гарну погоду, відвернути нещастя тощо.
Для дитини перше велике торжество — це перша стрижка, як правило, у віці від трьох до п'яти років. Раніше дні народження не святкували, але сьогодні популярними є іменинники. Весільні церемонії традиційно включають передачу нової юрти (гер) подружній парі. Загиблих родичів зазвичай клали відпочивати під відкритим небом, де тіла їли тварини та птахи. У наш час тіла зазвичай ховають.

### Урочистості

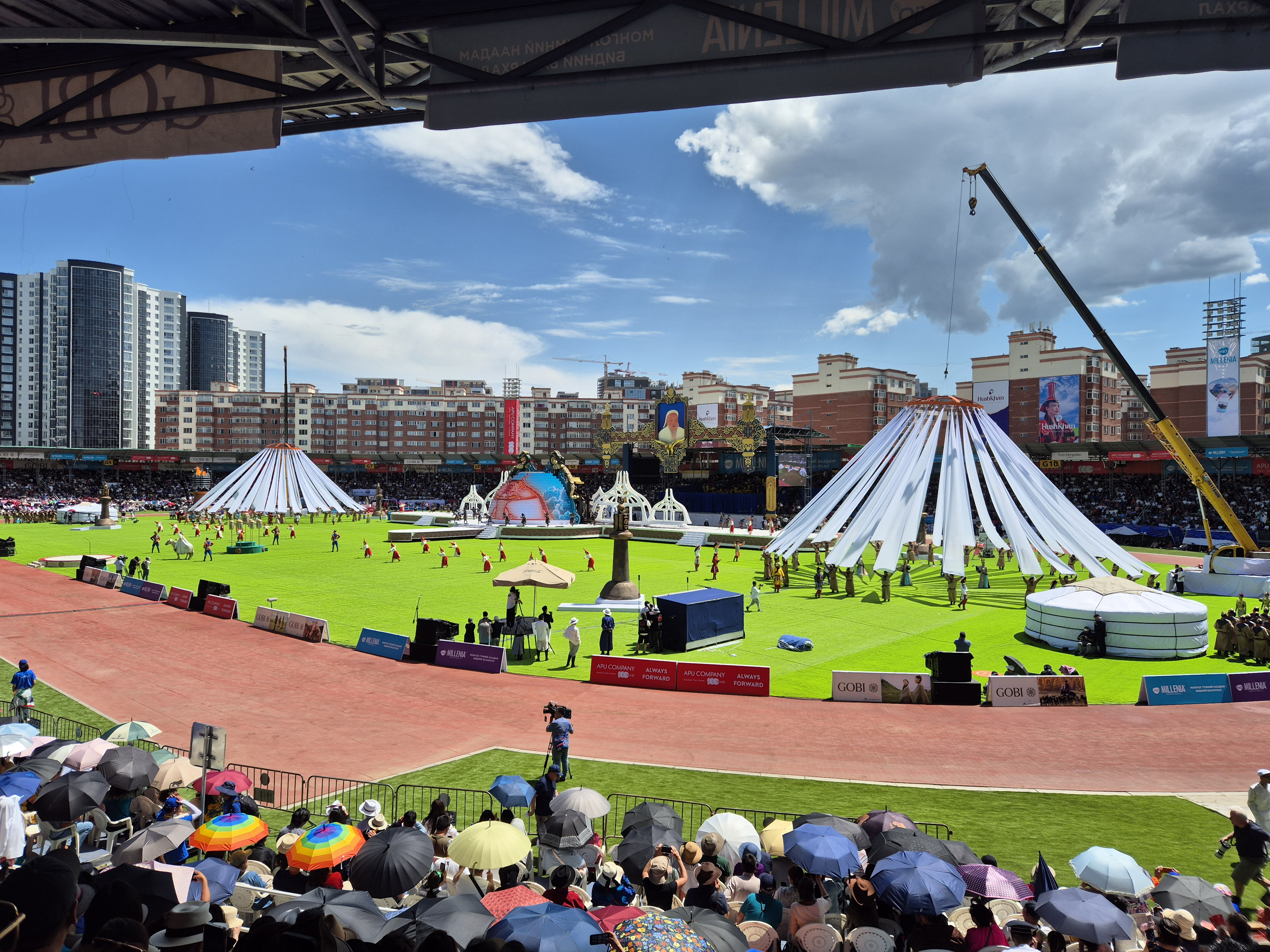
Фестиваль Наадам в Улан-Баторі

Найважливішими публічними фестивалями є Наадам (перекладається як гра). Найбільший проводиться щороку 11–13 липня в Улан-Баторі, але є й менші на рівні аймагу та суми. Наадам передбачає змагання на конях, боротьбі та стрільбі з лука.
Для сімей найважливішим фестивалем є Сагаалган (перекладається як Білий місяць / Місячний Новий рік), який приблизно еквівалентний китайському Новому році і зазвичай припадає на січень або лютий. Члени сім'ї та друзі відвідують одне одного, обмінюються подарунками — дуже популярними подарунками для всіх можливостей є хадаг — і їдять величезну кількість бузу.
Під радянським впливом Новий рік став великою подією, і це одне з найбільших святкувань, порівнянне з Різдвом на Заході.

### Література

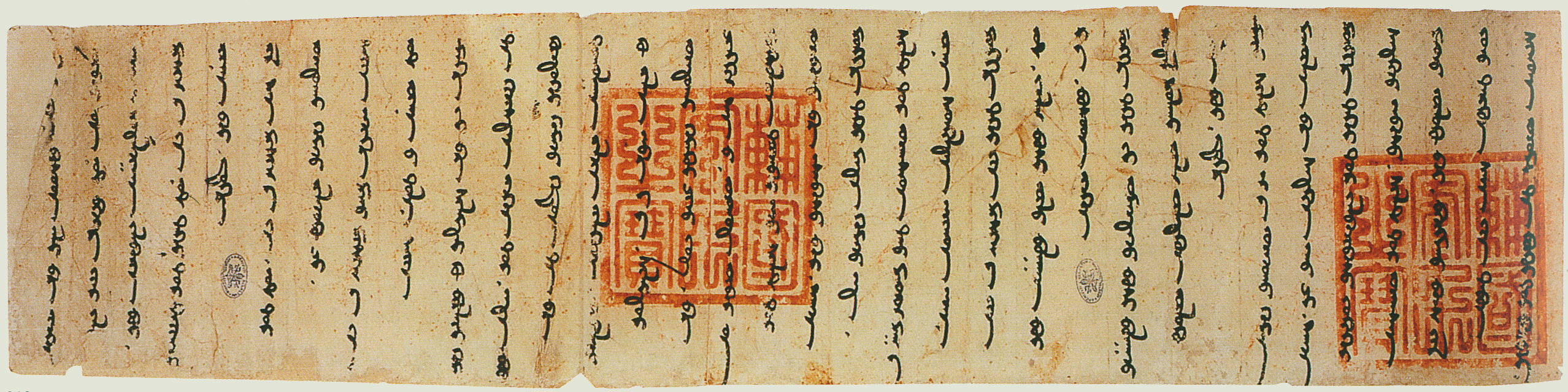
Лист Аргуна, хана монгольського Ільханату, Папі Римському Миколі IV, 1290 рік

### Витончені мистецтва

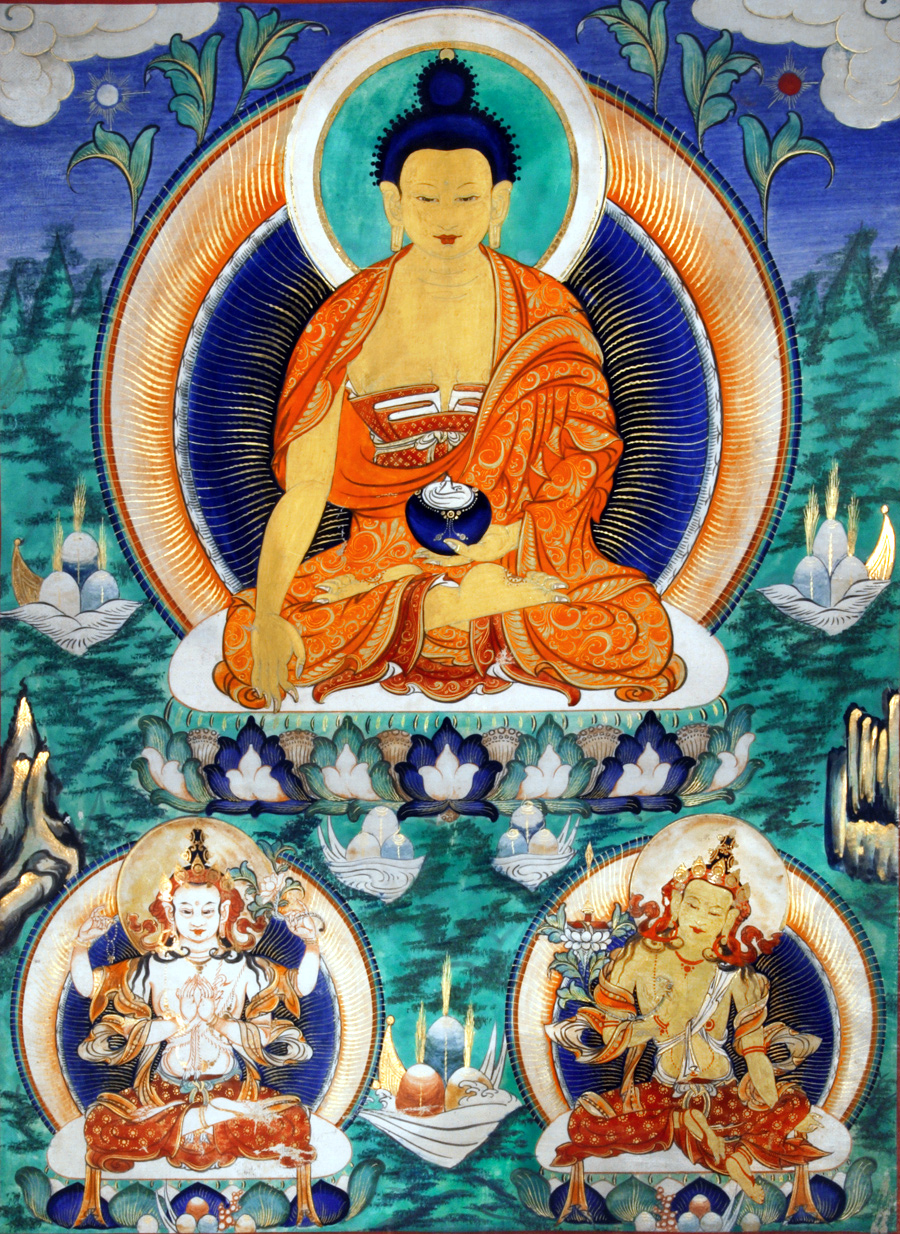
Монгольський клейовий живопис 19 століття

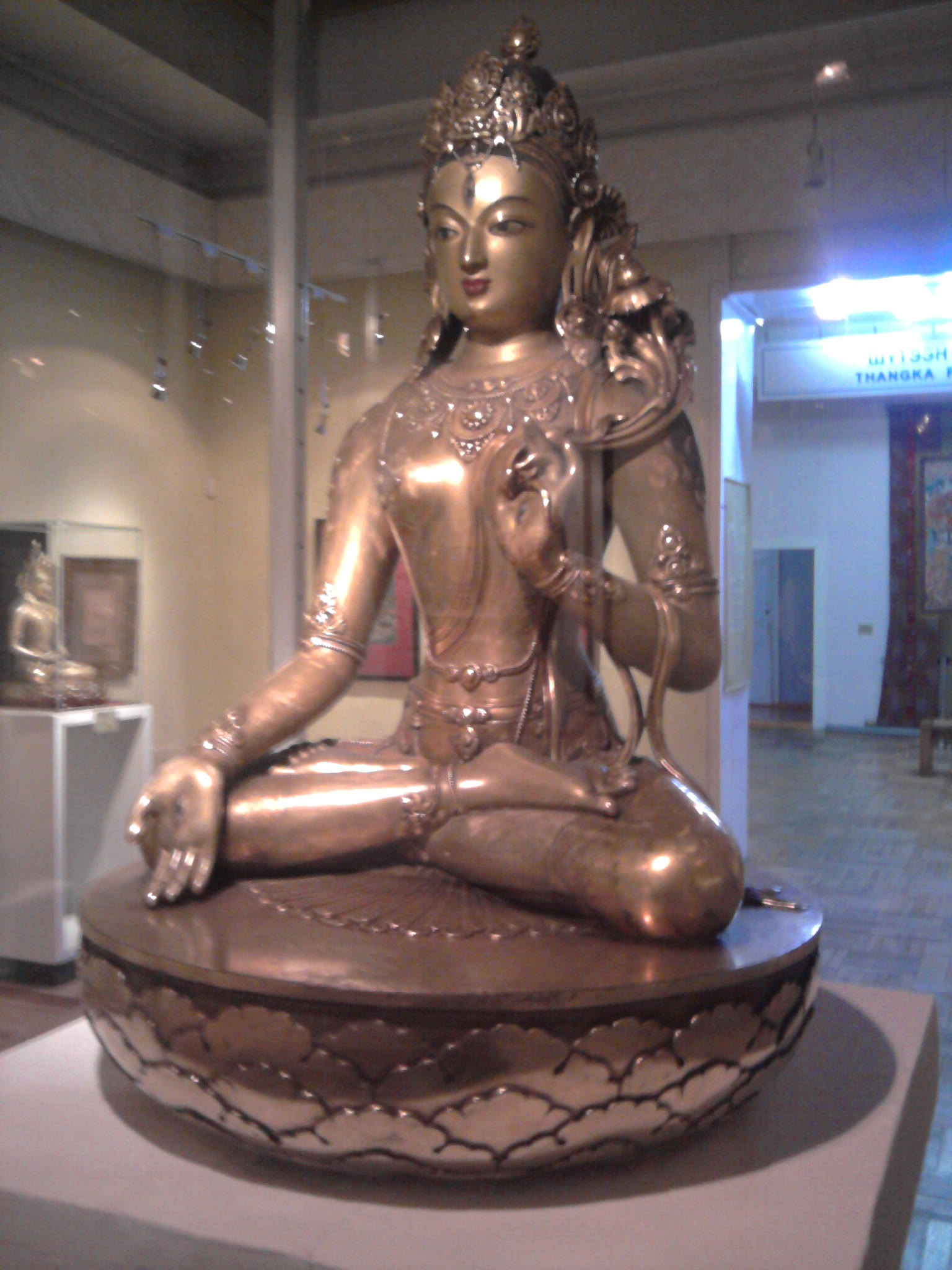
Сіта (Біла) Тара Öndör Gegeen Zanabazar. Монголія, 17 століття

До 20 століття більшість творів образотворчого мистецтва в Монголії виконували релігійну функцію, і тому монгольське образотворче мистецтво зазнало сильного впливу релігійних текстів. Тханки зазвичай малювали або виготовляли в техніці аплікації. Бронзові скульптури зазвичай демонстрували буддистські божества. Ряд чудових робіт приписується першому Джебцундамба Хутукту, Занабазару.
Наприкінці 19 століття такі художники, як «Марзан» Шарав, звернулися до більш реалістичних стилів живопису. За часів Монгольської Народної Республіки соціалістичний реалізм був домінуючим стилем живопису, проте популярними були також традиційні картини, схожі на тханку, присвячені світській, націоналістичній тематиці, жанр, відомий як «монгольський зург».
Серед перших спроб впровадження модернізму в образотворче мистецтво Монголії була картина «Ехіін сетгель» («Любов матері»), створена Цевегявом у 1960-х роках. Художник був очищений, оскільки його роботи були піддані цензурі.
Усі форми образотворчого мистецтва процвітали лише після «перебудови» наприкінці 1980-х. Отгонбаяр Ершуугийн — важливий художник того часу, його зобразили у фільмі «ЗУРАГ» Тобіаса Вульфа.

### Музика

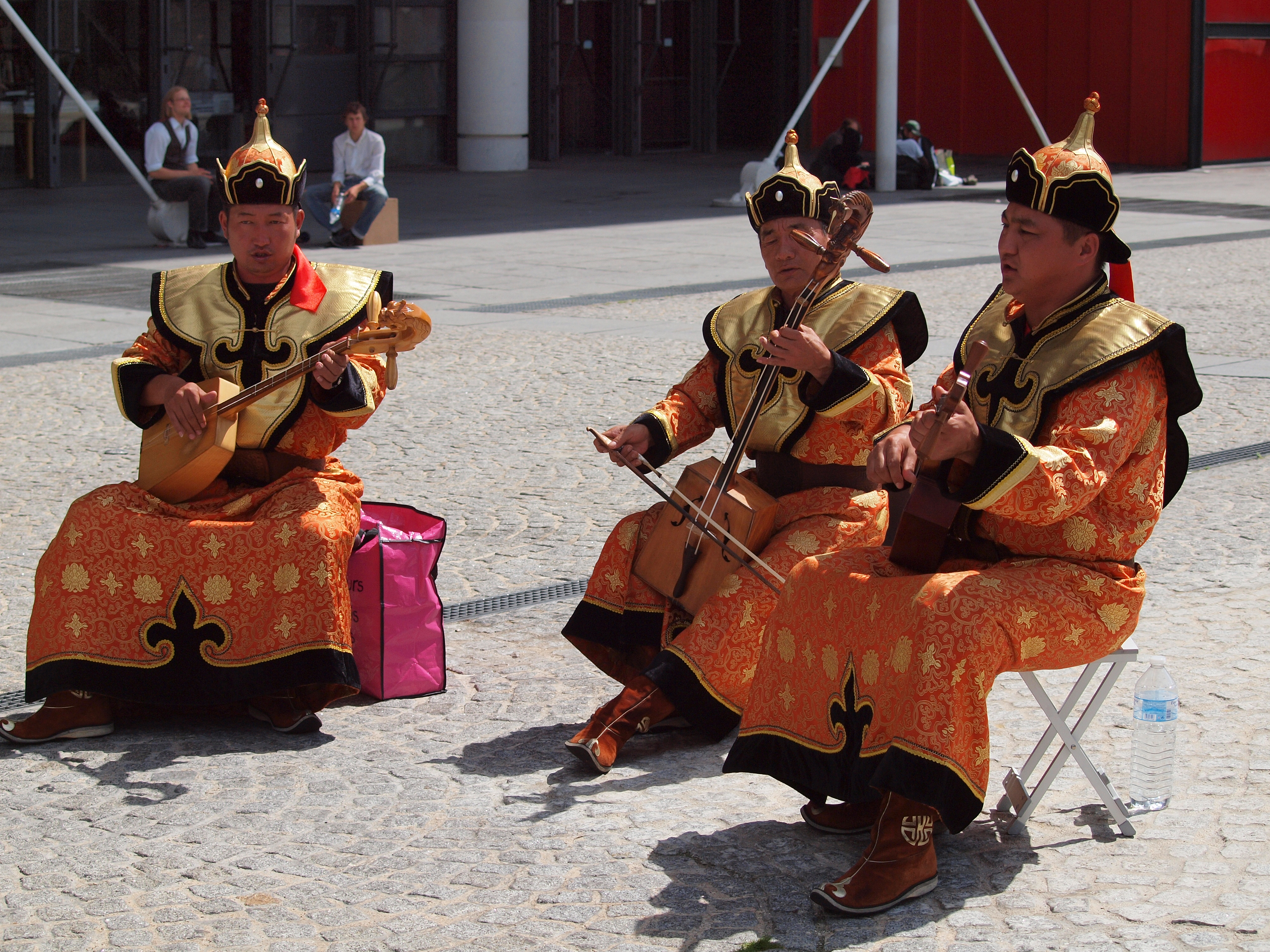
Монгольські музиканти грають біля Центру Помпіду у Парижі, Франція

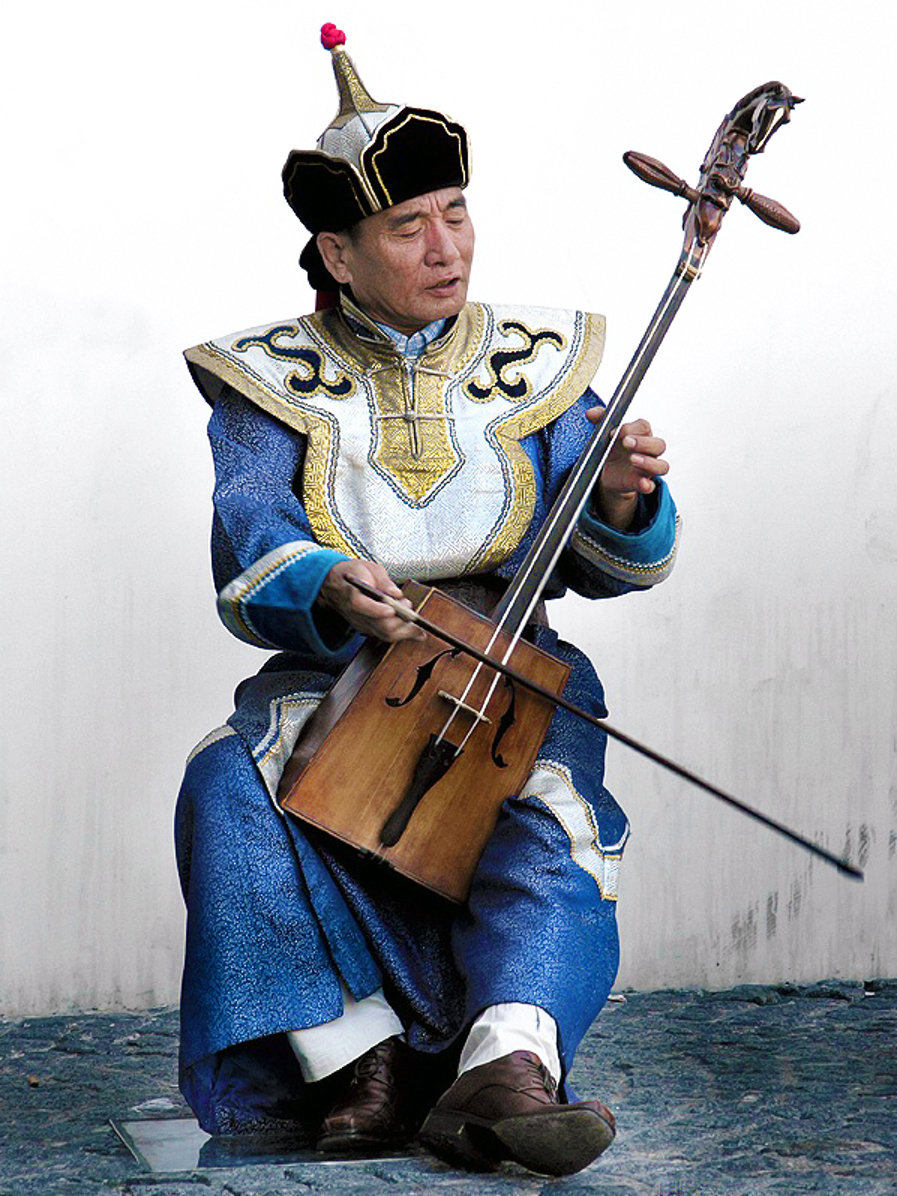
Морінхуур — монгольська скрипка

Монголія має дуже давні музичні традиції. Основними традиційними елементами є горловий спів, Морінхуур (скрипка з головою коня) та інші струнні інструменти, а також кілька типів пісень. Монгольські мелодії, як правило, характеризуються пентатонічними гармоніями та довгими кінцевими нотами.
У 20 столітті класична музика західного стилю була запроваджена, і деякі композитори змішували з традиційними елементами. Пізніше повну палітру поп-і рок-музики прийняли і молодші музиканти.
«Монгольський вальс» — це унікальний для Монголії танець. Як правило, один верховий вершник і одна верхова вершниця вчасно кружляють один одного під традиційну пісню, яка прискорюється в міру просування. Трикрокова хода коней, коли вони кружляють, дає танцю свою назву.

### Кінематограф
У соціалістичні часи монгольська Народно-революційна партія розглядала фільми як інструмент пропаганди. Першими темами були популярні легенди та революційні герої, як у Сухбаатар. У 1950-х роках акцент перейшов до героїв робітничого класу, як у Новому році. У 1970-х роках багато документальних фільмів та історій повсякденного життя, як у «Ясному Тамірі».
Після демократизації кіновиробники звернулись за підтримкою до міжнародних партнерів, як у японсько-монгольській копродукції Чингісхана. Незалежні режисери, такі як Дорджхандін Турмунх і Бямбабасурен Даваа, створювали фільми, які поєднували давні традиції та міфологію, а також те, як вони можуть співвідноситись із життям у сучасному світі. «Історія плачучого верблюда» Бямбасурена була номінована на премію «Оскар» як іноземний документальний фільм у 2005 році.
Починаючи з другої половини 20 століття, овочі також все частіше стають частиною монгольської дієти. В Улан-Баторі є широкий асортимент імпортних продуктів харчування.

## Список монгольської нематеріальної культурної спадщини
Згідно з ЮНЕСКО:
| Елемент[A]                                                                               | Рік проголошення[B] | Рік введення[C] | Регіон[D] | Посилання     |
| ---------------------------------------------------------------------------------------- | ------------------- | --------------- | --------- | ------------- |
| Традиційна музика Морінхур                                                               | 2003                | 2008            |           | [ 17 ]        |
| Urtiin Duu — традиційна народна протяжна пісня                                           | 2005                | 2008            |           | [ 18 ]        |
| Танець Biyelgee                                                                          |                     | 2009            |           |               |
| Епічна традиційна поема                                                                  |                     | 2009            |           |               |
| Флейта Цуура                                                                             |                     | 2009            | 2008      |               |
| Традиційний фестиваль Naadam                                                             | 2010                | 2010            |           | [ 19 ]        |
| Соколине полювання                                                                       |                     | 2012            |           | [ 20 ] [ 21 ] |
| Монгольський горловий спів                                                               |                     | 2010            |           |               |
| Народна довга пісенна техніка виконання лімбських (флейтових) виступів — кругове дихання |                     | 2011            |           | [ 22 ]        |
| Монгольська каліграфія                                                                   |                     | 2013            |           |               |
| Традиційна майстерність монгольської юрти та пов'язані з нею звичаї                      |                     | 2013            |           |               |
| Монгольська стрілянка шагаями                                                            |                     | 2014            |           | [ 19 ]        |
| Ритуал намовляння верблюда                                                               |                     | 2015            |           | [ 23 ] [ 24 ] |